# Municipio de Canoe (Iowa)
El municipio de Canoe (en inglés: Canoe Township) es un municipio ubicado en el condado de Winneshiek en el estado estadounidense de Iowa. En el año 2010 tenía una población de 536 habitantes y una densidad poblacional de 5,78 personas por km².

## Geografía
El municipio de Canoe se encuentra ubicado en las coordenadas 43°23′7″N 91°47′23″O / 43.38528, -91.78972. Según la Oficina del Censo de los Estados Unidos, el municipio tiene una superficie total de 92.7 km², de la cual 92,7 km² corresponden a tierra firme y (0 %) 0 km² es agua.

## Demografía
Según el censo de 2010, había 536 personas residiendo en el municipio de Canoe. La densidad de población era de 5,78 hab./km². De los 536 habitantes, el municipio de Canoe estaba compuesto por el 99,07 % blancos, el 0,19 % eran asiáticos, el 0,75 % eran de otras razas. Del total de la población el 1,68 % eran hispanos o latinos de cualquier raza.